# Raerd
Raerd est un village de la commune néerlandaise de Súdwest-Fryslân, dans la province de Frise. Son nom en néerlandais est Rauwerd.

## Géographie
Raerd est situé dans le centre de la Frise, à 9 km au nord-est de la ville de Sneek.

## Histoire
Raerd fait partie de la commune de Rauwerderhem, dont elle est le chef-lieu, jusqu'au 1er janvier 1984, puis de Boarnsterhim avant le 1er janvier 2014, où celle-ci est supprimée. Depuis cette date, Raerd appartient à Súdwest-Fryslân.

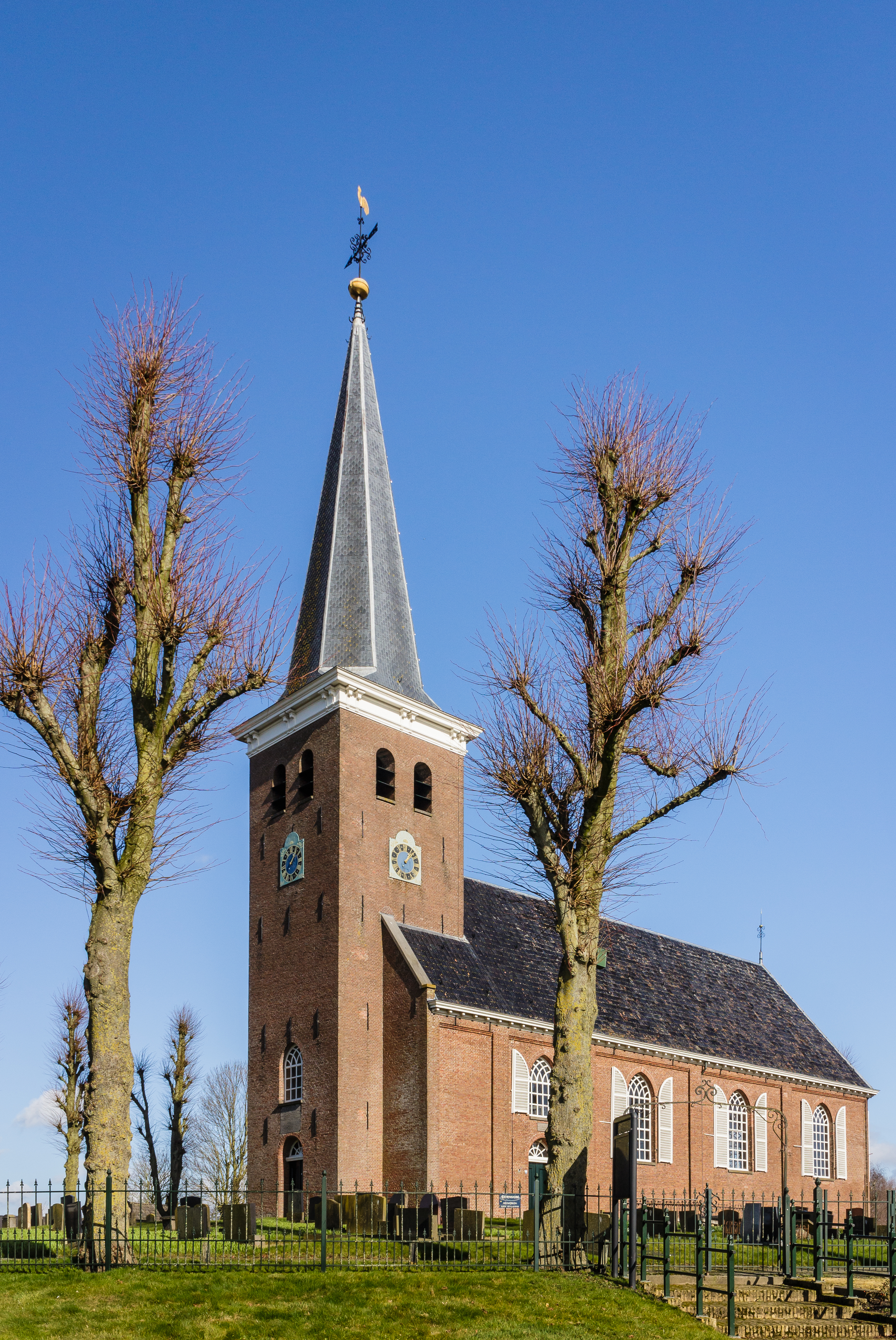
Église Laurentius (Monument National).

## Démographie
Le 1er janvier 2017, le village comptait 630 habitants.